# Beaumont (Teksas)
Beaumont je grad u američkoj saveznoj državi Teksas. Prema popisu stanovništva iz 2010. u njemu je živjelo 118.296 stanovnika.